# Circoscrizione Udine-Belluno-Gorizia-Pordenone
La circoscrizione Udine-Belluno-Gorizia-Pordenone (o circoscrizione XI) era una circoscrizione elettorale italiana per l'elezione dell'Assemblea Costituente, nel 1946, e della Camera dei deputati, dal 1948 al 1993.
Inizialmente designata circoscrizione Udine-Belluno, comprendeva le province di Udine e di Belluno; assunse ufficialmente il nome di circoscrizione Udine-Belluno-Gorizia nel 1948, quando inglobò la provincia di Gorizia (risultante dalla divisione territoriale della previgente provincia goriziana, già parte della «circoscrizione Trieste e Venezia Giulia-Zara», rimasta inattiva nel 1946), venendo infine ridenominata circoscrizione Udine-Belluno-Gorizia-Pordenone nel 1968, in seguito alla costituzione della provincia di Pordenone per distacco da quella di Udine (legge 1 marzo 1968, n. 171).
Era prevista dalla Tabella A di cui al decreto legislativo luogotenenziale 10 marzo 1946, n. 74, poi ripresa dalla legge 20 gennaio 1948, n. 6 e dal decreto del presidente della Repubblica 30 marzo 1957, n. 361.
Nel 1993 la circoscrizione fu soppressa: le province di Udine, Gorizia e Pordenone furono inglobate nella circoscrizione Friuli-Venezia Giulia, insieme alla provincia di Trieste (che in precedenza coincideva con la circoscrizione Trieste); la provincia di Belluno fu invece inclusa nella circoscrizione Veneto 2, insieme alle province di Venezia e di Treviso (precedentemente ricomprese nella circoscrizione Venezia-Treviso).
Di seguito i risultati di lista e i deputati eletti, ordinati secondo il numero di preferenze ottenute.

## Elezioni politiche 1946
| Liste                                           | Voti    | %     | Seggi |
| ----------------------------------------------- | ------- | ----- | ----- |
| Democrazia Cristiana                            | 263.371 | 47,71 | 6     |
| Partito Socialista Italiano di Unità Proletaria | 171.111 | 31,00 | 4     |
| Partito Comunista Italiano                      | 69.117  | 12,52 | 1     |
| Partito d'Azione                                | 16.292  | 2,95  | -     |
| Fronte dell'Uomo Qualunque                      | 14.926  | 2,70  | -     |
| Unione Democratica Nazionale                    | 10.152  | 1,84  | -     |
| Partito Repubblicano Italiano                   | 7.089   | 1,28  | -     |
| Totale                                          | 552.058 |       | 11    |

| Democrazia Cristiana | Partito Socialista Italiano di Unità Proletaria                       | Partito Comunista Italiano                 |
| --- | --------------------------------------------------------------------- | ------------------------------------------ |
| - Guglielmo Schiratti - → Giuseppe Bettiol - Tiziano Tessitori - Luciano Fantoni - Bortolo Manlio Pat - Giuseppe Garlato - Michele Gortani | - Giovanni Cosattini - Gino Pieri - Giuseppe Piemonte - Oberdan Vigna | - → Mauro Scoccimarro - Giacomo Pellegrini |

1. ↑  Opta per la circoscrizione Verona-Padova-Vicenza-Rovigo
2. ↑  Opta per il collegio unico nazionale

## Elezioni politiche 1948
| Liste                                              | Voti    | %     | Seggi |
| -------------------------------------------------- | ------- | ----- | ----- |
| Democrazia Cristiana                               | 397.471 | 57,78 | 9     |
| Fronte Democratico Popolare                        | 144.679 | 21,03 | 3     |
| Unità Socialista                                   | 97.181  | 14,13 | 2     |
| Blocco Nazionale                                   | 15.626  | 2,27  | -     |
| Movimento Sociale Italiano                         | 8.938   | 1,30  | -     |
| Partito Repubblicano Italiano                      | 6.891   | 1,00  | -     |
| Partito Cristiano Sociale                          | 6.197   | 0,90  | -     |
| Blocco Popolare Unionista                          | 4.810   | 0,70  | -     |
| Partito Nazionale Monarchico - Alleanza del Lavoro | 4.740   | 0,69  | -     |
| Unione Movimenti Federalisti                       | 792     | 0,12  | -     |
| Concentrazione Nazionale Combattenti Uniti         | 581     | 0,08  | -     |
| Totale                                             | 687.906 |       | 14    |

| Democrazia Cristiana | Fronte Democratico Popolare                               | Unità Socialista                        |
| --- | --------------------------------------------------------- | --------------------------------------- |
| - Giuseppe Riva - Giacomo Corona - Silvano Baresi - Giuseppe Garlato - Guglielmo Schiratti - Tiziano Tessitori - Lorenzo Biasutti - Leone Girolami - Giovanni Battista Carron | - Gino Beltrame - Giordano Pratolongo - Francesco Bettiol | - Umberto Zanfagnini - Guido Ceccherini |

1. ↑  Proclamato in data 05.05.1949, essendo stata annullata l'elezione di Candido Grassi in seguito a rettifica del numero di preferenze (DOC)

## Elezioni politiche 1953
| Liste                                   | Voti    | %     | Seggi |
| --------------------------------------- | ------- | ----- | ----- |
| Democrazia Cristiana                    | 336.071 | 50,77 | 9     |
| Partito Comunista Italiano              | 95.907  | 14,49 | 2     |
| Partito Socialista Italiano             | 84.269  | 12,73 | 2     |
| Partito Socialista Democratico Italiano | 56.475  | 8,53  | 1     |
| Movimento Sociale Italiano              | 38.999  | 5,89  | 1     |
| Partito Nazionale Monarchico            | 20.506  | 3,10  | -     |
| Unità Popolare                          | 13.518  | 2,04  | -     |
| Partito Liberale Italiano               | 9.800   | 1,48  | -     |
| Partito Repubblicano Italiano           | 4.073   | 0,62  | -     |
| Alleanza Democratica Nazionale          | 2.344   | 0,35  | -     |
| Totale                                  | 661.962 |       | 15    |

| Democrazia Cristiana | Partito Comunista Italiano           | Partito Socialista Italiano                 | Partito Socialista Democratico Italiano | Movimento Sociale Italiano |
| --- | ------------------------------------ | ------------------------------------------- | --------------------------------------- | -------------------------- |
| - Guglielmo Schiratti - Lorenzo Biasutti - Giuseppe Riva - Giacomo Corona - Antonio Dazzi - Alfredo Berzanti - Gualtiero Driussi - Silvano Baresi - Giuseppe Garlato | - Giacomo Pellegrini - Gino Beltrame | - Lucio Mario Luzzatto - Vittorio Marangone | - Guido Ceccherini                      | - Carlo Colognatti         |

## Elezioni politiche 1958
| Liste                                            | Voti    | %     | Seggi |
| ------------------------------------------------ | ------- | ----- | ----- |
| Democrazia Cristiana                             | 356.357 | 51,39 | 8     |
| Partito Socialista Italiano                      | 110.008 | 15,86 | 2     |
| Partito Comunista Italiano                       | 89.638  | 12,93 | 2     |
| Partito Socialista Democratico Italiano          | 62.311  | 8,99  | 1     |
| Movimento Sociale Italiano                       | 32.136  | 4,63  | 1     |
| Partito Liberale Italiano                        | 18.388  | 2,65  | -     |
| Partito Nazionale Monarchico                     | 11.019  | 1,59  | -     |
| Partito Repubblicano Italiano - Partito Radicale | 5.632   | 0,81  | -     |
| Partito Monarchico Popolare                      | 5.209   | 0,75  | -     |
| Movimento Autonomia Regionale Piemontese         | 2.802   | 0,40  | -     |
| Totale                                           | 693.500 |       | 14    |

| Democrazia Cristiana | Partito Socialista Italiano                 | Partito Comunista Italiano           | Partito Socialista Democratico Italiano | Movimento Sociale Italiano - Destra Nazionale |
| --- | ------------------------------------------- | ------------------------------------ | --------------------------------------- | --------------------------------------------- |
| - Mario Toros - Arnaldo Armani - Leandro Fusaro - Arnaldo Colleselli - Giacomo Corona - Michele Martina - Lorenzo Biasutti - Guglielmo Schiratti | - Lucio Mario Luzzatto - Vittorio Marangone | - Giacomo Pellegrini - Gino Beltrame | - Guido Ceccherini                      | - Ferruccio De Michieli Vitturi               |

## Elezioni politiche 1963
| Liste                                            | Voti    | %     | Seggi |
| ------------------------------------------------ | ------- | ----- | ----- |
| Democrazia Cristiana                             | 339.899 | 47,38 | 7     |
| Partito Socialista Italiano                      | 112.253 | 15,65 | 2     |
| Partito Comunista Italiano                       | 110.772 | 15,44 | 2     |
| Partito Socialista Democratico Italiano          | 81.441  | 11,35 | 2     |
| Partito Liberale Italiano                        | 32.296  | 4,50  | 1     |
| Movimento Sociale Italiano                       | 29.227  | 4,07  | -     |
| Partito Democratico Italiano di Unità Monarchica | 7.219   | 1,01  | -     |
| Partito Repubblicano Italiano                    | 4.346   | 0,61  | -     |
| Totale                                           | 717.453 |       | 14    |

| Democrazia Cristiana | Partito Socialista Italiano          | Partito Comunista Italiano        | Partito Socialista Democratico Italiano | Partito Liberale Italiano |
| --- | ------------------------------------ | --------------------------------- | --------------------------------------- | ------------------------- |
| - Mario Toros - Arnaldo Armani - Piergiorgio Bressani - Lorenzo Biasutti - Leandro Fusaro - Arnaldo Colleselli - Giacomo Corona | - Loris Fortuna - Vittorio Marangone | - Mario Lizzero - Raffaele Franco | - Guido Ceccherini - Lanfranco Zucalli  | - Archimede Taverna       |

## Elezioni politiche 1968
| Liste                                            | Voti    | %     | Seggi |
| ------------------------------------------------ | ------- | ----- | ----- |
| Democrazia Cristiana                             | 334.186 | 46,33 | 7     |
| Partito Socialista Unificato                     | 156.380 | 21,68 | 3     |
| Partito Comunista Italiano                       | 123.725 | 17,15 | 3     |
| Partito Socialista Italiano di Unità Proletaria  | 33.979  | 4,71  | 1     |
| Partito Liberale Italiano                        | 32.802  | 4,55  | 1     |
| Movimento Sociale Italiano                       | 27.261  | 3,78  | -     |
| Partito Repubblicano Italiano                    | 7.181   | 1,00  | -     |
| Partito Democratico Italiano di Unità Monarchica | 5.750   | 0,80  | -     |
| Totale                                           | 721.264 |       | 15    |

| Democrazia Cristiana | Partito Socialista Unificato       | Partito Comunista Italiano                          | Partito Socialista Italiano di Unità Proletaria | Partito Liberale Italiano |
| --- | ---------------------------------- | --------------------------------------------------- | ----------------------------------------------- | ------------------------- |
| - Arnaldo Armani - Mario Toros - Piergiorgio Bressani - Leandro Fusaro - Arnaldo Colleselli - Mario Fioret - Mario Marocco | - Guido Ceccherini - Loris Fortuna | - Mario Lizzero - Antonino Scaini - Giovanni Bortot | - Lucio Mario Luzzatto                          | - Carlo Protti            |

## Elezioni politiche 1972
| Liste                                           | Voti    | %     | Seggi |
| ----------------------------------------------- | ------- | ----- | ----- |
| Democrazia Cristiana                            | 347.284 | 45,91 | 7     |
| Partito Comunista Italiano                      | 133.866 | 17,69 | 3     |
| Partito Socialista Italiano                     | 96.331  | 12,73 | 2     |
| Partito Socialista Democratico Italiano         | 72.663  | 9,60  | 1     |
| Movimento Sociale Italiano - Destra Nazionale   | 42.049  | 5,56  | 1     |
| Partito Liberale Italiano                       | 23.625  | 3,12  | -     |
| Partito Repubblicano Italiano                   | 16.545  | 2,19  | -     |
| Partito Socialista Italiano di Unità Proletaria | 16.253  | 2,15  | -     |
| Il manifesto                                    | 4.189   | 0,55  | -     |
| Movimento Politico dei Lavoratori               | 3.716   | 0,49  | -     |
| Totale                                          | 756.521 |       | 14    |

| Democrazia Cristiana | Partito Comunista Italiano                                    | Partito Socialista Italiano   | Partito Socialista Democratico Italiano | Movimento Sociale Italiano - Destra Nazionale |
| --- | ------------------------------------------------------------- | ----------------------------- | --------------------------------------- | --------------------------------------------- |
| - Arnaldo Armani - Mario Fioret - Piergiorgio Bressani - Giorgio Santuz - Leandro Fusaro - Gianfranco Orsini - Mario Marocco | - Mario Giovanni Lizzero - Silvano Bacicchi - Giovanni Bortot | - Loris Fortuna - Bruno Lepre | - Guido Ceccherini                      | - Ferruccio De Michieli Vitturi               |

## Elezioni politiche 1976
| Liste                                         | Voti    | %     | Seggi |
| --------------------------------------------- | ------- | ----- | ----- |
| Democrazia Cristiana                          | 365.838 | 44,37 | 6     |
| Partito Comunista Italiano                    | 209.269 | 25,38 | 4     |
| Partito Socialista Italiano                   | 106.703 | 12,94 | 2     |
| Partito Socialista Democratico Italiano       | 54.864  | 6,65  | 1     |
| Movimento Sociale Italiano - Destra Nazionale | 32.779  | 3,98  | -     |
| Partito Repubblicano Italiano                 | 27.222  | 3,30  | -     |
| Democrazia Proletaria                         | 14.609  | 1,77  | -     |
| Partito Liberale Italiano                     | 9.831   | 1,19  | -     |
| Unione Slovena                                | 3.433   | 0,42  | -     |
| Totale                                        | 824.548 |       | 13    |

| Democrazia Cristiana                                                                                        | Partito Comunista Italiano                                                    | Partito Socialista Italiano          | Partito Socialista Democratico Italiano |
| --- | ----------------------------------------------------------------------------- | ------------------------------------ | --------------------------------------- |
| - Piergiorgio Bressani - Mario Fioret - Giorgio Santuz - Gianfranco Orsini - Leandro Fusaro - Mario Marocco | - Antonino Cuffaro - Arnaldo Baracetti - Giulio Colomba - Giovanni Migliorini | - Loris Fortuna - Franco Castiglione | - Martino Scovacricchi                  |

## Elezioni politiche 1979
| Liste                                         | Voti    | %     | Seggi |
| --------------------------------------------- | ------- | ----- | ----- |
| Democrazia Cristiana                          | 343.727 | 41,68 | 6     |
| Partito Comunista Italiano                    | 192.673 | 23,36 | 3     |
| Partito Socialista Italiano                   | 74.587  | 9,04  | 1     |
| Partito Socialista Democratico Italiano       | 62.712  | 7,60  | 1     |
| Partito Radicale                              | 30.732  | 3,73  | -     |
| Movimento Friuli                              | 30.658  | 3,72  | -     |
| Movimento Sociale Italiano - Destra Nazionale | 30.601  | 3,71  | -     |
| Partito Repubblicano Italiano                 | 22.887  | 2,77  | -     |
| Partito Liberale Italiano                     | 12.936  | 1,57  | -     |
| Partito di Unità Proletaria                   | 10.689  | 1,30  | -     |
| Nuova Sinistra Unita                          | 5.668   | 0,69  | -     |
| Democrazia Nazionale                          | 4.204   | 0,51  | -     |
| Associazione per Trieste                      | 2.689   | 0,33  | -     |
| Totale                                        | 824.763 |       | 11    |

| Democrazia Cristiana                                                                                              | Partito Comunista Italiano                                 | Partito Socialista Italiano | Partito Socialista Democratico Italiano |
| --- | ---------------------------------------------------------- | --------------------------- | --------------------------------------- |
| - Giorgio Santuz - Piergiorgio Bressani - Mario Fioret - Leandro Fusaro - Maria Santa Piccoli - Gianfranco Orsini | - Arnaldo Baracetti - Giovanni Migliorini - Giulio Colomba | - Loris Fortuna             | - Martino Scovacricchi                  |

## Elezioni politiche 1983
| Liste                                         | Voti    | %     | Seggi |
| --------------------------------------------- | ------- | ----- | ----- |
| Democrazia Cristiana                          | 303.906 | 37,87 | 6     |
| Partito Comunista Italiano                    | 170.922 | 21,30 | 3     |
| Partito Socialista Italiano                   | 98.516  | 12,28 | 2     |
| Partito Socialista Democratico Italiano       | 53.806  | 6,70  | 1     |
| Partito Repubblicano Italiano                 | 43.289  | 5,39  | 1     |
| Movimento Sociale Italiano - Destra Nazionale | 39.274  | 4,89  | 1     |
| Movimento Friuli                              | 26.190  | 3,26  | -     |
| Partito Liberale Italiano                     | 20.152  | 2,51  | -     |
| Partito Radicale                              | 19.349  | 2,41  | -     |
| Democrazia Proletaria                         | 12.371  | 1,54  | -     |
| Liga Veneta                                   | 8.235   | 1,03  | -     |
| Unione Slovena                                | 3.911   | 0,49  | -     |
| Lista per Trieste                             | 2.576   | 0,32  | -     |
| Totale                                        | 802.497 |       | 14    |

| Democrazia Cristiana                                                                                         | Partito Comunista Italiano                                 | Partito Socialista Italiano                   |
| --- | ---------------------------------------------------------- | --------------------------------------------- |
| - Giorgio Santuz - Mario Fioret - Gianfranco Orsini - Luciano Rebulla - Piergiorgio Bressani - Alfredo Comis | - Arnaldo Baracetti - Isaia Gasparotto - Gianugo Polesello | - Loris Fortuna - Francesco De Carli          |
| Partito Socialista Democratico Italiano                                                                      | Partito Repubblicano Italiano                              | Movimento Sociale Italiano - Destra Nazionale |
| - Martino Scovacricchi                                                                                       | - Carlo Di Re                                              | - Ferruccio De Michieli Vitturi               |

## Elezioni politiche 1987
| Liste                                         | Voti    | %     | Seggi |
| --------------------------------------------- | ------- | ----- | ----- |
| Democrazia Cristiana                          | 300.071 | 35,76 | 5     |
| Partito Comunista Italiano                    | 159.926 | 19,06 | 3     |
| Partito Socialista Italiano                   | 155.143 | 18,49 | 3     |
| Movimento Sociale Italiano - Destra Nazionale | 42.710  | 5,09  | 1     |
| Partito Socialista Democratico Italiano       | 39.871  | 4,75  | 1     |
| Partito Repubblicano Italiano                 | 30.409  | 3,62  | -     |
| Lista Verde                                   | 29.799  | 3,55  | -     |
| Partito Radicale                              | 25.161  | 3,00  | -     |
| Partito Liberale Italiano                     | 16.528  | 1,97  | -     |
| Movimento Friuli                              | 13.208  | 1,57  | -     |
| Democrazia Proletaria                         | 13.180  | 1,57  | -     |
| Liga Veneta - Pensionati Uniti                | 10.450  | 1,25  | -     |
| Partito Sardo d'Azione                        | 2.284   | 0,27  | -     |
| Alleanza Popolare                             | 477     | 0,06  | -     |
| Totale                                        | 839.217 |       | 13    |

| Democrazia Cristiana                                                                           | Partito Comunista Italiano                            | Partito Socialista Italiano                              | Movimento Sociale Italiano - Destra Nazionale | Partito Socialista Democratico Italiano |
| ---------------------------------------------------------------------------------------------- | ----------------------------------------------------- | -------------------------------------------------------- | --------------------------------------------- | --------------------------------------- |
| - Giorgio Santuz - Danilo Bertoli - Michelangelo Agrusti - Luciano Rebulla - Gianfranco Orsini | - Renato Zangheri - Renzo Pascolat - Isaia Gasparotto | - Gabriele Renzulli - Roberta Breda - Francesco De Carli | - Gastone Parigi                              | - Martino Scovacricchi                  |

## Elezioni politiche 1992
| Liste                                         | Voti    | %     | Seggi |
| --------------------------------------------- | ------- | ----- | ----- |
| Democrazia Cristiana                          | 251.448 | 29,59 | 4     |
| Lega Nord                                     | 163.398 | 19,23 | 3     |
| Partito Socialista Italiano                   | 122.461 | 14,41 | 2     |
| Partito Democratico della Sinistra            | 85.722  | 10,09 | 1     |
| Movimento Sociale Italiano - Destra Nazionale | 41.714  | 4,91  | 1     |
| Partito della Rifondazione Comunista          | 33.611  | 3,96  | -     |
| Partito Socialista Democratico Italiano       | 32.316  | 3,80  | 1     |
| Partito Repubblicano Italiano                 | 30.887  | 3,63  | -     |
| Federazione dei Verdi                         | 26.392  | 3,11  | -     |
| Partito Liberale Italiano                     | 19.516  | 2,30  | -     |
| Lista Marco Pannella                          | 10.638  | 1,25  | -     |
| La Rete                                       | 10.111  | 1,19  | -     |
| Sì Referendum                                 | 6.715   | 0,79  | -     |
| Verdi Federalisti                             | 6.670   | 0,78  | -     |
| Caccia Pesca Ambiente                         | 4.179   | 0,49  | -     |
| Federalismo                                   | 2.824   | 0,33  | -     |
| Rinnovamento                                  | 1.208   | 0,14  | -     |
| Totale                                        | 849.810 |       | 12    |

| Democrazia Cristiana                                                        | Lega Nord                                          | Partito Socialista Italiano              |
| --------------------------------------------------------------------------- | -------------------------------------------------- | ---------------------------------------- |
| - Adriano Biasutti - Giorgio Santuz - Michelangelo Agrusti - Danilo Bertoli | - Roberto Visentin - Paolo Bampo - Roberto Asquini | - Roberta Breda - Aldo Gabriele Renzulli |
| Partito Democratico della Sinistra                                          | Movimento Sociale Italiano - Destra Nazionale      | Partito Socialista Democratico Italiano  |
| - Isaia Gasparotto                                                          | - Gastone Parigi                                   | - Paolo De Paoli                         |